# Mario Alborta
Mário Alborta Velasco (1910-1976) était un footballeur international bolivien, qui jouait en tant qu'attaquant.

## Biographie
Il joue dans l'équipe de Club Bolívar, club de la capitale du championnat bolivien.
Avec l'équipe de Bolivie, il est sélectionné pour représenter son pays aux Copa América de 1926 et de 1927 puis aux Jeux bolivariens de 1938. Il prend ainsi part aux quatorze premiers matchs internationaux de son pays, marquant deux buts, un contre l'Argentine en 1927 et un contre la Colombie en 1938.
Il participa également à la coupe du monde 1930 en Uruguay, sélectionné avec 16 autres joueurs par l'entraîneur bolivien Ulises Saucedo.